# Norman Foster
Norman Robert Foster (Lord Foster of Thames Bank) (* 1. června 1935, Manchester, Spojené království) je britský architekt a designér.

## Biografie
Narodil se ve Velké Británii ve městě Reddish v dělnické rodině. Jako dítě projevoval velké výtvarné nadání a už na škole se zajímal o architekturu, zvláště pak o práce Franka Lloyda Wrighta nebo Ludwiga Miese Van Der Rohe. Poté, co v šestnácti letech opustil školu, pracoval v Manchesteru v záložně, a poté se připojil k vojenské službě v Royal Air Force. Po skončení služby, v roce 1956, vystudoval na Manchesterské univerzitě architekturu a územní plánování. Později studoval na Univerzitě v Yale ve Spojených státech.
Po škole jezdil rok po Spojených státech a čerpal inspiraci. Když se vrátil zpět do Británie v roce 1963, založil architektonickou firmu jménem Team 4 a později Foster and Partners (od roku 1999 přejmenované na Foster + Partners). Od svého tvůrčího debutu s Willisovou budovou, navrhl mnoho významných staveb v Británii a po celém světě. Získal více než 190 ocenění za svou práci a získal více než 50 národních a mezinárodních cen v soutěžích. Do šlechtického stavu byl povýšen roku 1990. V roce 2002 obdržel od Mezinárodní unie architektů (UIA) prestižní Cenu Augusta Perreta.
V 90. letech 20. století pracoval na zastavění plochy po budově Baltic Exchange, neopravitelně poškozené bombovým útokem IRA. Kancelář předložila k londýnskému panoramatu předimenzovaný projekt London Millenium Tower o výšce 385 metrů. Od návrhu sešlo a na pozemku vzniklo náměstí. Foster se poté soustředil na projekt výškové budovy 30 St Mary Axe, lidově označované jako okurka, při jejímž navrhování uplatnil složité počítačové systémy. Fosterův styl se na přelomu tisíciletí vyvinul z dřívější sofistikované, strojem ovlivněné high-tech vize do ostřejší moderny.
Norman Foster je členem správní rady architektonické charitativní organizace Article 25, která navrhuje, staví a spravuje inovativní, bezpečné, udržitelné budovy v některých z nejvíce nehostinných a nestabilních oblastech světa. Byl rovněž ve správní radě The Architecture Foundation.

## Dílo

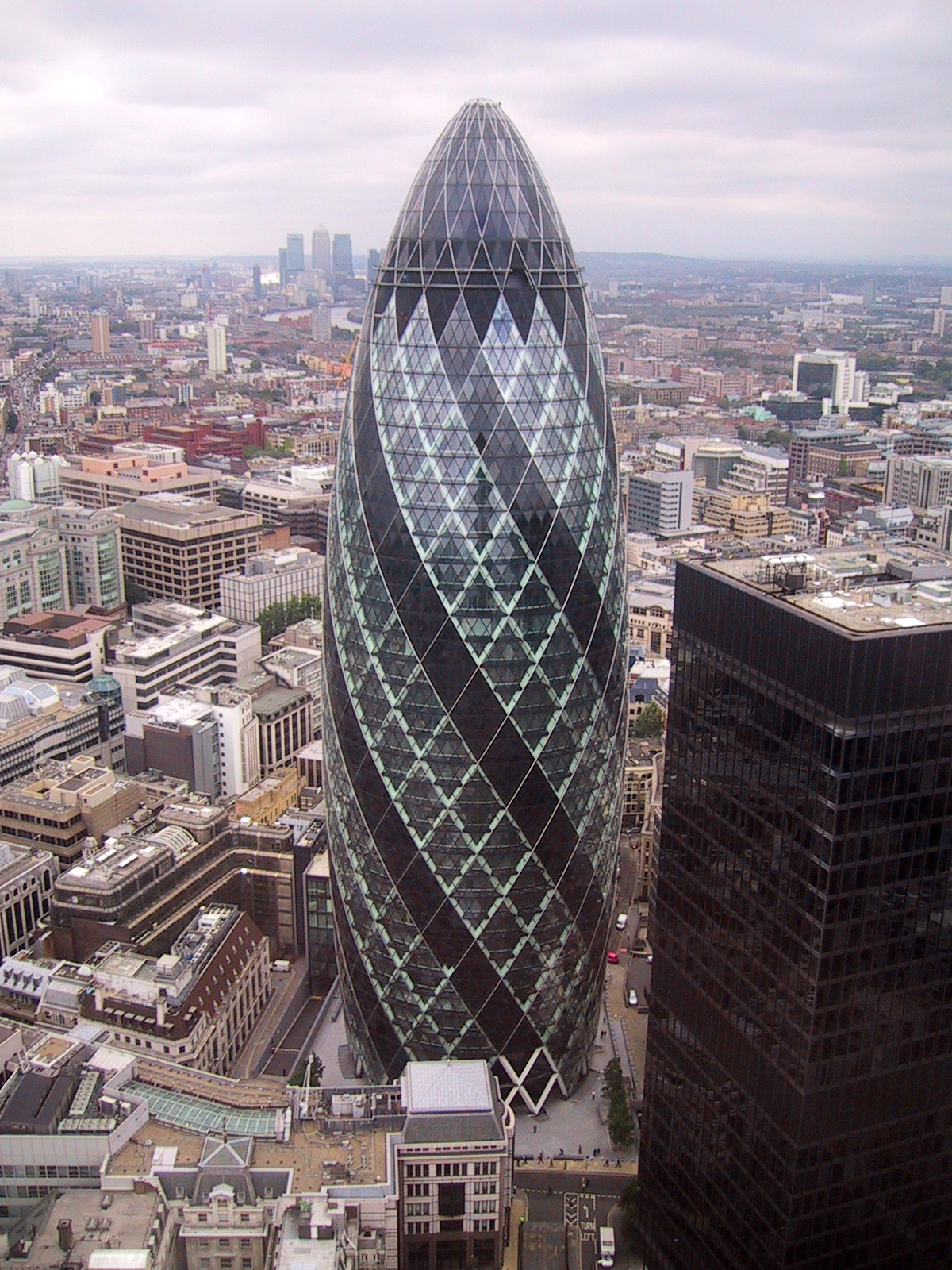
Mrakodrap 30 St Mary Axe v Londýně přezdívaný okurka

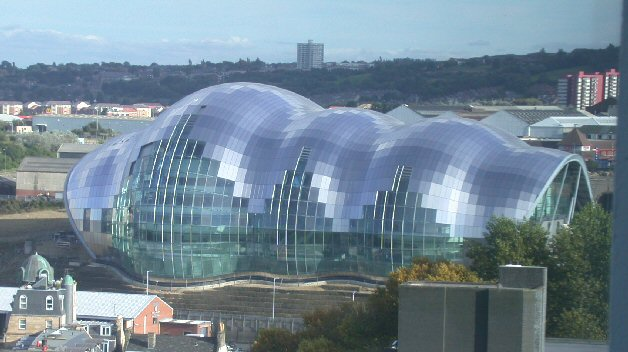
Koncertní síň The Sage Gateshead v Londýně

- Letiště London Stansted, Londýn (1991)
- Právnická Fakulta, Cambridge (1995)
- muzeum letectví American Air Museum, Cambridgeshire, Spojené království (1997)
- mrakodrap Commerzbank Tower, Frankfurt nad Mohanem (1997)
- nový německý parlament Bundestag, Berlín (1999)
- rekonstrukce Britského muzea, Londýn (2000)
- most Millennium Bridge, Londýn (2000)
- auditorium SEC Armadillo, Glasgow (2000)
- mrakodrap Al Faisaliyah Center, Rijád, Saúdská Arábie (2000)
- Londýnská radnice (2002)
- HSBC Tower, Londýn (2002)
- mrakodrap 30 St Mary Axe (přezdívaný „okurka"), Londýn (2003)
- dálniční most Pont de Millau, Francie (2004)
- koncertní síň The Sage Gateshead, Londýn (2004)
- zastřešení haly hlavního nádraží, Drážďany (2006)
- Hearst Tower, New York (2006)
- New Wembley Stadium, Londýn (2007)
- mrakodrap Torre Cepsa, Madrid (2008)
- mrakodrap The Bow, Calgary, Kanada (2012)
- Tivoli Hotel, Kodaň, Dánsko (2015)
- Apple Park, USA (2017)
- mrakodrap Two World Trade Center, New York (ve výstavbě do roku 2022)
- mrakodrap Russia Tower, Moskva (neuskutečněný projekt, zastavená výstavba)
- Crystal Island, Moskva (zatím neuskutečněno)